# Marie-Louise Stolpe
Marie-Louise Stolpe, född  4 februari 1835 i Gävle, död 19 januari 1915 i Norrköping, var en svensk musiklärare och målare.
Hon var dotter till justitieborgmästaren i Norrköping Carl Johan Stolpe och Katarina Vilhelmina Charlotta Eckhoff samt syster till Wilhelm Stolpe och Hjalmar Stolpe. Hon var verksam som musiklärare i Stockholm och bedrev sitt konstnärskap på lediga stunder. Som konstnär medverkade hon i världsutställningen i Chicago 1893 med målningen Till Linnés minne och hon medverkade i Föreningen Svenska Konstnärinnors utställningar på Konstakademien i Stockholm. Hon tvingades på grund av starkt nedsatt syn att upphöra med sitt måleri omkring 1910. Hennes konst består huvudsakligen av blomsterstilleben. Stolpe är begravd på Arboga gamla kyrkogård.